# Oncidium huebneri
Oncidium huebneri är en orkidéart som först beskrevs av Rudolf Mansfeld, och fick sitt nu gällande namn av Mark W. Chase och Norris Hagan Williams. Oncidium huebneri ingår i släktet Oncidium och familjen orkidéer. Inga underarter finns listade i Catalogue of Life.